# 桜沢如一

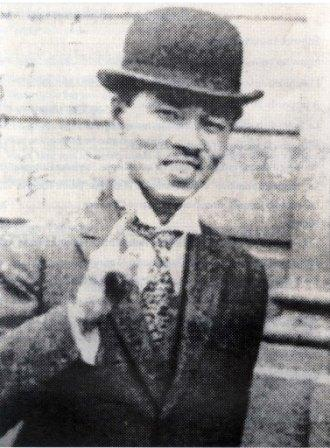
桜沢如一。1920年（28歳前後）、パリにて。

櫻澤 如一（さくらざわ、ゆきかず、にょいち、若き日はじょいち、1893年10月18日 - 1966年4月24日）は、日本の思想家、マクロビオティック（食養）の提唱者。海外ではジョージ・オーサワ(George/Georges Ohsawa)の名で知られている。マクロビオティックを日本、北米、中南米、欧州、インド、アフリカ、ベトナムに広めた。

## 人物
京都市東山区で生誕した桜沢如一は少年の頃は病弱であり誌歌に触れる10代を過ごしたが、苦学を重ね商業高校、仏語学校を卒業し貿易商となる。苦学の時期より石塚左玄の食養にて健康を回復し、貿易事業と並行して、大和言葉のよみがえり運動の一環でシャルル・ボードレールの『NAYAMI NO HANA』（悪の華）などを翻訳した。カメラや撮影機、映写機、放送機など電子機器を扱った商売からは1924年には手を引き、左玄の食養会の活動に尽力し数十の書籍を出版した。またその成果をフランスのパリで試しに無銭武者旅行に出発し、フランスでも著作活動を開始する。同時並行で日本に帰った時には反戦運動を行い、その目くらましとして健康指導、翻訳活動に身を投じ、岩波文庫からのカレルの『人間』も当時の活動である。1937年には食養会の会長に就任するがその2年後には脱会した。
1940年には滋賀県大津市にその食養の理論を東洋思想の易を交えて独自展開する無双原理講究所を開設。次第に再び反戦活動へと傾倒していき、戦争がはじまると軍部や右翼から暴力を受けるが、1945年に日本が敗戦すると世界政府協会を作って、世界連邦運動に取り組み平和を追求することになる。その思想の根本には食による健康があった。再び、欧州やアフリカなど世界旅行によってマクロビオティックの普及につとめ、各地に団体や食品店が生まれ、1960年には訪米し普及に努める。日本での団体は、真生活協同組合（1945年設立）、メゾン・イノグラムス（真生活運動のセンター、1947年設立）と経て、日本CI協会（1957年設立）となる。如一の没後は、マクロビオティック料理教室の校長を務めていた妻の桜沢里馬が同協会の会長となる。後継者にはアメリカでの普及に尽力した久司道夫、日本では大森英桜、岡田周三といった人物がいる。

## 経歴

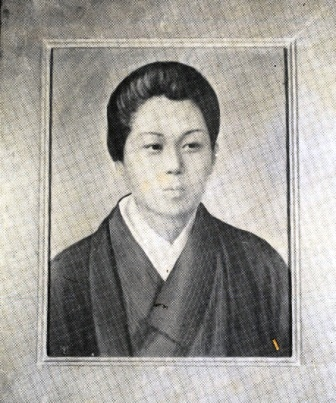
母の世津子

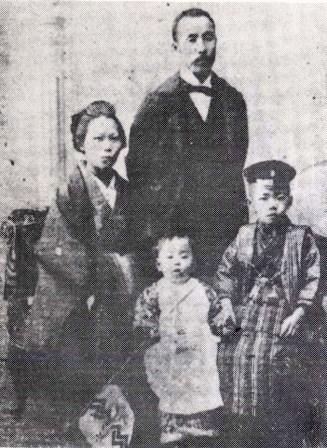
7歳の如一。家族と

### 貿易商となる
1893年10月18日、京都市東山区、祇園の建仁寺の付近で生誕する。武士の家系に、紀州（今の和歌山あたり）を後にして京の都で一旗揚げようとした夫婦の間に、如一は生まれた。しかし不幸にも、父は如一が6歳の時に家を飛び出し、母の世津子は10歳の時に肺病で亡くなり、天涯孤独となった。1908年、16歳の時には肺結核、腸結核など多くの病に苦しむようになる。17歳で誌歌に触れ、雑誌『砂丘』を作り、他の誌歌の雑誌にも自分の作品を投稿したものである。1912年、20歳で石塚左玄の食養法に出会い健康を回復する。別の書籍によれば、14歳で祖父三四郎、父孫太郎等一家で京都に転居するも貧窮の中で職を転々とする中で病気に苦しみ、20歳の頃、食養家の後藤勝次郎を通して、左玄の食養生に触れる。
本も買えないほど貧乏であったが、苦労を重ねて、1913年には京都府立第一商業学校（現在の京都府立西京高等学校）を卒業した。同年、貿易会社に入り、また神戸仏語学校に入学。翌年この学校を卒業し、第一次世界大戦のため仏国領事のシャルパンティエの推薦でロンドンの汽船会社のチャーター船の事務長となる。当初、貿易会社を転々とした。また如一は社団法人食養会に入会し、雑誌『食養雑誌』に投稿をはじめる。さらにその翌年には神戸の貿易会社の支配人となるが、1917年には資金提供を受け貿易会社を作って支配人となり、欧米にも渡るようになる。羽二重を輸出した。
貿易事業と並行して、1919年には如一は雑誌『YOMIGAERI』を創刊して大和言葉のよみがえりを提唱し、また海外の本を輸入しては、シャルル・ボードレールの『NAYAMI NO HANA』（なやみの花、悪の華として知られる、1920年）、ジョルジュ・ローデンバックの『TE NO SUDI』（手のすじ、1921年）、アルトゥル・シュニッツラーの『KURISUMASU NO KAIMONO』（クリスマスの買い物、1921年）のような詩集を翻訳し、1923年には『NIPPON SISYU-KOTOBA NO HANATABA』（日本詩集・言葉の花束）を、ローマ字社から出版した。「よみがえり叢書」十数種を執筆している。雑誌の読者で運動の同志であった福永恭助と、同様にして当時大学生であった岩倉具実は約20年後にローマ字国語辞典を出版し、岩倉は如一にこれを贈り、ベーシック・イングリッシュ運動かのように育っていることに如一は感銘を受けた。（2人の共編で1940年の『口語辞典―Hanasikotoba o hiku Zibiki』がある）
1920年には日本初の放送機と受信機をフランスより持ち帰り、ラジオ放送局の下地を作った。1923年10月、日本デブリ社を設立、デブリ社の撮影機やコダック社の生フィルムを輸入し、小型カメラや映写機の特許もとったとされる。高速度撮影機は当時珍しい機械であった。5つの特許があり、たとえば35ミリのフィルムを半分の17.5にして使いフィルムの75%の節約につながる。1927年には増谷麟と共に『最新映画製作法』を出版するが、これはデブリ社の社長時代の記念品で遺品として陳列されてもよいほどであった。当時、如一の妻であった栄子は何度も家出をしており、ジフテリアにかかった二女の信子を如一に預け、1924年2月に信子は如一の腕の中で息を引き取った。
パリへの武者旅行の間の1935年には超小型飛行機の「空のシラミ」（プー・ド・シェル）の専売権を得て、日本で国産し飛行させた。東久邇宮より「ヒバリ」と名付けられ、新聞社からの購入もあった。その収入は食養会の復興にあてていた。未刊の著書に「小型飛行機プウの作り方と飛行独習法」があるが、戦争が迫り、日本飛行機社の竹崎社長が急死したことなどでプウの普及は実現しなかったということである。
ムダを嫌い、紙きれ一枚でも両面を使うよう人を教育した。

### 食養会からマクロビオティックへ
如一が言うには、1924年には事業が老獪に乗っ取られたために東京へと移り、如一が別の書でいうにはもっと大きな会社が小型の機器を作ってデブリ社が圧迫されたのであり、他の人が言うところでは大震災のため商売から手を引いた。
石塚の死後伸び悩んでいた同会の復興・指導に専念する。1927年には『日本精神の生理学』、翌年は伝記『石塚左玄』や「食養講義録」を食養会から出版する。「食養講義録」は『食養学序論』からはじまり、『食養学言論I』では石塚の唱えたナトリウム・カリウムのバランス論が解説され、IIでは日本の伝統食、栄養、動物性・植物性、病気に及ぼす影響といったことが論じられ、IIIでは食養による健康と幸福についてである。残りは『食養料理法』および『食養療法』である。
1929年には食養の成果を世界に知らしめるべく無銭旅行を試みる。如一は自身の病弱の克服にあたり東西の医学ではどうにもならず、偶然の出会いである正しい食物によって健康を回復しその普及に努めるが、事あるごとに西洋医学による妨害があるため「西洋医学の根拠地の爆破を企て、単身渡欧し、事をしならずんば自爆あるのみ〔ママ〕」とその春、決意したのであった。食費だけでも当時300円はかかる16日間のシベリア鉄道を、握り飯を携え1円足らずのお金で乗り越えていった。パリに着くとすぐに筆を執り執筆業を目指したが、当初は収入にならず、割れ米を買い、郊外で雑草を集め、イチバに捨てられた野菜の葉っぱを集めるといった生活を3年間過ごしたが、後になってみると如一にとって懐かしく楽しい思い出であった。ソルボンヌ大学やパスツール研究所で学ぶ。当時はパリで玄米を入手するのは不可能であり、苦労してイタリアやスペインから輸入した。1931年には本を出版し、パリのプロン社より『花の本』（英語訳あり）ヴラン社より『東洋哲学および科学の根本無想原理』（Le Principe Unique de la Philosophie et de la Science d'Extreme-Orient）、訳書の『歎異抄』、『摩訶般若波羅蜜多心経』、また他より『東洋医学』『哲学および科学の限界に従って切断せる世界の断面』『分光学と東洋哲学』を出版し、各種の新聞や雑誌で鍼灸、華道、柔道、など東洋について論じた。著作が売れ医者や病人が訪問するようになると生活は豪華となった。東洋思想の紹介者としてヨーロッパで知られる様になり、アンドレ・マルローなどと親交。
パリでは自らの医学的な理論と治療法を展開し、1935年12月にはそれが勝利をおさめたとみて帰国する。この1935年までの渡仏の間には日本に帰るたびに、軍の参謀本部へ赴き、荒木貞夫や後の総力戦研究所の所長の飯村穣を説得し、また軍部にて講演を試みたため右翼から襲われたが、最終的にはそれらをまとめ、軍部を糾弾する『日本を亡ぼす者はダレだ』を出版し、危険を避けるためにフランスに渡るなど反戦運動に尽くす。
1936年、桜沢の理論の基盤となる陰陽についての『根本無双原理・易』、神道においてアマテラスの食事を司る神ウケモチについての『自然医学としての神道』を出版。また、この年には反ユダヤ主義団体である国際政経学会が設立されたが、桜沢は機関紙の寄稿者となり、「フランスにおけるフリーメーソン・クーデター」などの記事を執筆している。1937年には食養会の会長に就任する。会の月刊誌の購読者は1万人、『食物だけで病気の癒る・新食養療法』を実業之日本社から刊行。戦後に出した改訂版では365版を重ねたと言及されており、戦後版の箱には462版を数えたとしているが、実業之日本社の社史（70年版・100年版）では全く言及されていない。
身に迫る危険を緩和するために、久邇宮朝融王や伏見宮一家、徳川家、松平家などの健康指導を行ったり、医学家、哲学作家として活動する。大量の著書出版が始まる。1931年にルネ・アランヂイの『西洋医学の没落』『西洋医学の新傾向』を翻訳、その解説本も出版。1937年にはアレキシス・カレルの『人間－この未知なるもの』の翻訳を岩波文庫から出版し、その解説も出版した（水島博士により天皇家にも献上されたとのこと）。この書は当初3年間で165版を重ねた。1932年には思想の習慣が東西で反対であるという『白色人種を敵として戦はねばならぬ理由』を出版。1939年、食養会本部付属の瑞穂病院の閉鎖を機に同会を脱退、食養会の復興が成功し会を理事会に一任したとのことであるがその後、乗っ取り団に乗っ取られたとのことである（食養会#雑誌を参照）。またこの頃、三女も死亡した。
この時期は執筆活動が活発であった。すべてではないが紹介していくと、1939年の『砂糖の毒と肉食の害』は砂糖は単に嗜好品なので栄養のためには不要であり、病弱者を作り結核や虫歯につながり、同様に肉食の害も説いた。1940年の『戦争に勝つ食物』は健康第一、そのためには食物が第一であるとして食養を説き、食べられる野草の一覧まで備えている。同年『米の知識―炊き方・食べ方』は、米の歴史、土壌の力を使う育て方、収穫、玄米と分付きと白米とで栄養が減っていく様、買い方や保存法、炊き方やよく噛むとことと説明し、日本の食料政策の問題点を説いている。1940年の『随筆食物の倫理』は、戦争、遺伝、愛、幸福、塩など様々な語り口から食養を説いた。1940年の『病気の治る食物』では、病気と食物との関係についてであり、100ページ以上にわたる様々の病気の食事療法一覧がある。ほか『健康の六大条件』『食物による健康と幸福』『人間の栄養学及医学』『大陸版・正しい食物の作り方』など。「生命と食物叢書」は食養会から出版され『正しい食物について』(1篇)『哺乳粉について』(2)『食養入門』(3)『亡び行く民族』(4)『身土不二の原則』(6)『肺結核の食物療法』(7)『西洋医学の没落解説』(8)『家庭食療読本』(9)『厚生省指導原理としての根本無想原理』(11)『食療病人食の作り方』(12)『蓄膿の食物療法』(13)『食養的で簡単なおやつの作り方』(14)『食物療法の道しるべ』(15)がある（5は10出典『自然医学』に記載がなく、14、15はそれぞれ表紙に記載がある）。『猶太財閥の世界分布と其の動向』を出版し、『国際秘密力の研究』への寄稿などユダヤ人問題にも注目していた。
1940年9月、無双原理講究所を滋賀県大津市に開設し、健康学園といったイベントを開催する。。陰陽を様々な語り口で解説した「無双原理の研究」のシリーズを出版する。『宇宙の秩序』（第I期第1篇）『不思議な世界』(I2)『人間の秩序』(I3)『うさぎのピピ』(I4)『一つの報告』(I5)『わが生命線爆破さる』(I6)『ウナギの無双原理』（I7）『自然科学の最後』(I8-12)『生命現象と環境』(II-9)『新しい栄養学』(II-2-8)『最後にそして永遠に勝つ者』(II-9)『パストゥールの審判』(II-10)『食物と人生』(II-11,12)『PU中国四千年史』(III-1,2)『バイキンの国探険』(III-3-5)『未開人の精神と日本精神』(III-6-12)『兵法七書の新研究』(IV1)『PU経済原論夢と情熱の世界』(IV2)などである。
1941年3月には国際問題の言論に復帰し、『健康戦線の第一線に立ちて』を出版した。この本ではアドルフ・ヒトラーに献辞し、ナチズムの農業イデオローグであったリヒャルト・ヴァルター・ダレを称賛している。大亞細亞建設社の『大亞細亜』にもしばしば寄稿しており、「世界を獨裁する猶太財閥のグリンプス」（『大亞細亜』 6(3)）「ユダヤ榮養學及びユダヤ醫學は 我國民を毒害する反國體思想――國賊ユダヤ榮養學を一掃せよ ヒトラアを見よ」（『大亞細亜』 8(8)）などがある。
再び筆は過激となり、暴力が身辺に及ぶ。この書は反戦を訴え敗戦を警告し10万部は流通した。その表紙を開いた扉ページの、「日本の指導者諸君につぐ・・敗れたるフランスの責任者が銃殺されたる事を銘記せよ」とはじまり統計をもとに病気や死産の多さを訴え、食事の重要性を訴えたものである。5月には『日本を亡ぼす者はダレだ』が発禁書となり、続いて警視庁や検事局などで留置され、憲兵隊によって残虐な取り調べを受け、軍部の圧迫や右翼の迫害は日に日に増していった。1942年には戦争が開始されることになる。
1944年にはアナトール・フランスとロマン・ロランを主とした『永遠の子供』(V2)と、軍国主義を粉砕する思想を盛り込んだ『心臓を入れ替える法』(V1)を出版する。ソ連に日米仲裁をさせるようソ連に向かうが、反戦論者として最終的に刑務所で留置され拷問を受けている間に日本は敗戦し、1945年9月ダグラス・マッカーサーの指令があり釈放され、マッカーサーに向け「特高を廃絶せよ」「神道を廃絶せよ」などの一文を送る。10月『ナゼ日本は敗れたか』(VI-1)を出版。その書によれば、陸軍の病人が死亡者の15倍に達し、「一億玉砕」と叫びたてる実行不可能な思想や、また機械の技術の悪さを挙げ、それらは教育の不完全と、身体の不健康から来ており、その改善のためにはもちろん食糧問題は中核となっているが、ほかにも自らで考える能力を奪っているドレイ根性を防ぐための言論の自由の確保や、判断力や創造力や能率を向上させるための政策への提言を含んでいる。極秘出版であり各人に贈呈された。12月には東京都芝区に新生活協同組合を起こし、民主主義講座を開くようになる。
1948年には新聞『世界政府』を発刊し、アメリカの世界連邦建設運動に加盟し、戦後は世界連邦運動に取り組み、各地で講演会やラジオ放送も行った。F.S.C.ノースロップの『東洋と西洋の会合』（上巻：西洋哲学、下巻：東洋思想と東西対立の克服論）を翻訳し、桜沢の思想とノースロップとのやり取りである『平和と自由の原理』を出版。『天国の鍵』『人間革命の書』なども出版している。この『会合』はGHQが最重要の書として推薦していたのだが、『会合』下巻は、アメリカ大使館から450冊の大量注文があり納品したという
しかし、皮肉にも『日本を亡ぼす者はダレだ』を原因として公職追放を受け、日吉にメゾン・イノグラムス（M.I. 現在の日本CI協会）を開く。傍ら、再びインド・アフリカ・欧米など世界各地を訪ね、マクロビオティックの普及に注力する。その様子は『世界無銭武者旅行－第一期五ケ年の報告 東洋思想と西洋思想の対決』や妻との共著『日本女性最初の中央アフリカ横断記－らいてう先生えの手紙』にまとめられている。
1955年には、アフリカへ向かい、翌年熱帯性潰瘍にかかるが食養で回復し、アルベルト・シュヴァイツァー博士と会見し、西洋医学、栄養学の限界とその改善を進言するが受け入れられなかった。2月にフランスに向かうと昔にまいた種が育っており、パリでは三十数軒化学肥料を使っていない食品店があり、他の店では普通に玄米や醤油まで売られていた。1958年にはパリ市から表彰され名誉市民賞を受賞したと如一は書いている。フランス鍼灸協会の大冊の中では如一に触れられ何ページかは著作が引用されていた。1957年にはパリのドブレッス社から『ジャックとミチ』を出版し、これは1970年代にヴラン社へと発行が引き継がれ版を重ね、また英語、ドイツ語、オランダ語、イタリア語にも訳された。その内容は、2人の「未開」のエレホン人が西洋文明という「ジャングル」を渡り歩くというもので、フランスの文化を批判したものだが、多くの者は痛快で正しいものだと受け入れ、誇り高い者は憤慨した。例えば「西洋の七不思議」の章では、インドのマイダン公園では牛が散歩していて神の象徴とされ誰も殺さないが、西洋では殺し搾取するというエピソードがある。これは最終章ではこう続いている。肉食生活が生んだ生理学的な体質が科学・唯物的な見方を生み、そうした西洋文明は世界を植民地化し生活様式こそ変えたが、未開の東洋では無限、永遠の宇宙観を持っているがために、唯物的有限の西洋の見方では内包できず、逆に、遂に有限を内包することのできる無限の世界観を持つ未開人の反抗となった。
その後、無銭武者旅行第二期として5年を欧州で過ごし、また南北米、アジア、アフリカ諸国でも過ごすという計画があった。ベルギー、スイス、ドイツ、スウェーデン、イタリア、イギリスで休みなく講演し、欧米に50余りの団体が組織され、食品店、レストラン、加工工場などが生まれ、10か国語あまりで著書が訳された。
1952年の『永遠の少年』がベンジャミン・フランクリンの紹介であり、1958年の『続・永遠の少年』ではマハトマ・ガンディーの紹介であり、印税は働く少年少女に充てられると記されている。

### 武者旅行第二期
1960年の訪米を境にして世界武者旅行の第二期とされる。欧州でも活動したが、アメリカでも講演会やキャンプを開催し、ニューヨークの新聞『ヘラルド・トリビューン』に如一によるケネディ大統領暗殺の予言などが取り上げられるということもあった。
1960年代初頭、原子転換に係る研究者であるルイ・ケルヴランはパリにおいて桜沢の主催する東洋哲学講演会に出席し、強い感銘を受けた。2人の交流は、相互に影響を与えたが、特に、桜沢は、その後の活動の主力を原子転換にシフトすることになる。1964年6月21日、桜沢は、自ら考案の装置にて、Na→Kの低温低圧原子核転換の成功を述べている（生物学的元素転換。但し客観的な真偽は不明である）。1962年のキューバ危機の際には、核戦争が起こればニューヨークは灰燼と化すと予言し、ニューヨークの会員にカルフォルニアの辺地チコ市への疎開を勧め、これを「20世紀のノアの箱舟」と称し、正食法に生きる人のみが核戦争から生き延びると断言、信じた人たちはキャラバンを組んでチコ市に向かった。
1962年にはベルギーへと行き、イギリスのロンドンでも初の大講演を実施し、ドイツのコローヌ市でクナイプ博士の健康協会にて講演し、ミュンヘンで講演し、スウェーデンのストックホルムにてその地のマクロビオティック協会のために講演会を行い、フランス、アメリカでキャンプによる講習と多忙に世界を飛び回っていた。
後進の育成にも努め、無双原理講究所からは奥山治、その後身である戦後の真生活協会（現在の日本CI協会）からは、久司道夫、大森英桜、岡田周三、菊池富美雄らが育った。桜沢の元で一番長く師弟関係であったのは松岡四郎（前正食協会会長）である。
1964年の『健康の七大条件』では、それまでの六大条件としていたものに最も重要な「嘘をつかない」を追加した。
1966年には『世界恒久平和案』を発表し、全世界の支部へと発送された。食正しければ人もまた正しいの結論に達し、外部からの教育は不要であるとし、自らによる健康の制御「正食」を教育の第一とし、五大宗教は東洋で生まれており第二に形而上が大事であり、欧米の教育は形而下「目に見える世界」だけだということである。同年4月24日5時半、死亡する。死因は心筋梗塞。
死後にも『ジャックとミチ』などパリでの著書が翻訳されている。

## 著書
日本語では本だけで100はゆうに超える。
- 桜沢如一著『無双原理・易』 1936年、食養会。後、東京P・C・U、世界政府・眞生活協会、日本CI協会、サンマーク出版から再版。

PDF書籍 桜沢如一資料室にオンラインで読めるものが公開されている。
食養会の『化学的食養雑誌』、桜沢の創刊した雑誌や新聞『世界政府』『コンパ』『SANA』『MUSUBI』、また他の雑誌・新聞にも寄稿を行っている。
フランス語
以下など14冊。『中心蔵』のように、明らかに桜沢が書いたが現在では著者名が消えているものが何冊かあり正確な数は難しい。
- 1931: Le Principle Unique de la Philosophie et de la Science d’Extreme Orient, Paris: Vrin.
- 1932: Le Livre des Fleurs, Paris : Plon.
- 1934: L'Acupuncture et la Médecine d'Extrême-Orient
- 1943: 4000 ans d'Histoire de la Chine
- 1952: Le Livre du Judo, Tokyo : Sekai Seihu.
- 1954: The Two Great Indians in Japan, Sri Rash Benhari Bose and Netaji Subhas Chandra Bose, India: Sri K.C. Das.
- 1956: La Philosophie de la Medecin d’Extreme Orient, Paris : Vrin.
- 1958: Jack et Madame Mitie dans la jungle dite, Paris: Debrese.
- 1961: Le Zen Macrobiotique, Bruxelles : I.D.M..
- 1961: Acupuncutre Macrobiotique, Paris : Sesam.
- 1962: L'Ère atomique et la Philosophie d'Extrême-Orient
- 1965: Le Cancer et la Philosophie d’Extrême-Orient

- YIN-YANG 1957年創刊月刊誌
- PRINCIPE UNIQUE-LETTRE DU TENRYU 月刊。

英語
以下など7冊。
- Zen Macrobiotics, 1965.
- You are all Sampaku, 1965.
- The Book of Judgement, 1966.

ほかに、フランス語などから翻訳されたドイツ語9冊にドイツ語月刊誌を1959年に創刊、ベトナム語では8冊と月刊誌、スウェーデン語では3冊、ブラジル語では2冊、ベルギーでは1冊、他に主要な著書はスペイン語、ポルトガル語、イタリア語、オランダ語、トルコ語、ヘブライ語で出版されている。

### 翻訳書
- シャルル・ボードレール『NAYAMI NO HANA』（なやみの花、1920年）
- ジョルジュ・ローデンバック『TE NO SUDI』（手のすじ、1921年）
- アルトゥル・シュニッツラー『KURISUMASU NO KAIMONO』（クリスマスの買い物、1921年）
- ルネ・アランジイ『西洋医学の没落』『西洋医学の新傾向』1937年
- アレクシス・カレル『人間―この未知なるもの』1938年に岩波書店、1941年が無想原理講究所より私家版、1951年英心舎より決定版、1952年角川文庫で再刊したが1974年に絶版、1979年に日本CI協会[33]で復刊。
- F.S.C.ノースロップ（英語版）『東洋と西洋の会合』上巻1950年（時論社）、下巻1952年（世界政府協会）。The Meeting of East and West
- ウェズレー・デニス『フリップ物語―解説』1952年。訳と解説。
- ルイ・ケルヴラン『生体による原子転換』日本CI協会、1962年。
- ルイ・ケルヴラン『自然の中の原子転換』日本CI協会、1963年。

## 伝記
- 『食生活の革命児―桜沢如一の思想と生涯』 松本一朗（1976年）竹井出版 ISBN 978-4884740320